# Izvorovo (distrikt i Dobritj)
Izvorovo (bulgariska: Изворово) är ett distrikt i Bulgarien.   Det ligger i kommunen Obsjtina General-Tosjevo och regionen Dobritj, i den nordöstra delen av landet, 400 km öster om huvudstaden Sofia.
Trakten runt Izvorovo består till största delen av jordbruksmark. Runt Izvorovo är det glesbefolkat, med 18 invånare per kvadratkilometer.